# Indicatif régional 445

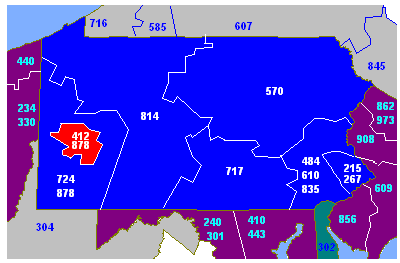
Carte de l'État de Pennsylvanie (en bleu et rouge) avec les territoires de ses indicatifs régionaux. L'indicatif 445 devait être implanté par chevauchement sur les indicatifs 215 et 267 dans le sud-est de l'État.

L'indicatif régional 445 est un indicatif téléphonique régional qui devait être implanté dans l'État de Pennsylvanie aux États-Unis.
L'indicatif devait être implanté par chevauchement sur les indicatifs 215 et 267 pour desservir la région de Philadelphie. À la suite de mesures pour mieux utiliser les numéros de téléphone dans les indicatifs 215 et 267, les plans d'introduction de l'indicatif 445 ont été retardés puis annulés par la Pennsylvania Public Utility Commission.